# Eskadra Statków Powietrznych
Eskadra Statków Powietrznych (ros. Эскадра воздушных кораблей) – rosyjski związek taktyczny lotnictwa bombowego podczas I wojny światowej.
Eskadra została utworzona rozkazem cara Mikołaja I z 8 grudnia 1914 roku, a 10 grudnia zaliczona do lotnictwa ciężkiego podległego naczelnemu dowództwu. Była ona podporządkowana Zarządowi Eskadry Statków Powietrznych Ilja Muromiec przy naczelnym dowództwie armii rosyjskiej. Dowództwo objął gen. mjr Michaił Szydłowski. W skład eskadry – oprócz ciężkich samolotów bombowych Ilja Muromiec typ B – wchodziły też warsztaty remontowe, składy, pododdziały łączności, służby meteorologiczne, park maszynowy, artyleria przeciwlotnicza i letnia szkoła z samolotami szkolnymi. Zgodnie z etatem miała mieć 10 samolotów bojowych. Pod koniec grudnia tego roku oddział został ześrodkowany na lotnisku koło Jabłonny pod Warszawą, wybranym z uwagi na względnie bezpieczną lokalizację, zabezpieczoną przez Wisłę i Narew i okoliczne rosyjskie twierdze, a także z uwagi na garnizon Jabłonny będący siedzibą oddziałów broni technicznych (4 batalion kolejowy i oddział balonowy). Początkowy okres zajęło szkolenie pilotów i personelu naziemnego oraz uzbrajanie samolotów. Pierwszy próbny lot samolotu pilotowanego przez konstruktora odbył się z Jabłonny 11 stycznia 1915 roku. Do pierwszego lotu bojowego samolotu dowodzonego przez kpt. G. Gorszkowa doszło 14 lutego 1915 roku, ale załoga bombowca nie zdołała znaleźć celu z uwagi na zachmurzenie. Na następny dzień samolot ten prowadził rozpoznanie w okolicy Płocka i zbombardował niemieckie okopy. W kolejnych misjach 24 i 25 lutego pojedyncze samoloty zbombardowały stację kolejową Willenberg w Prusach Wschodnich, zrzucając po kilkaset kg lekkich bomb. Od tego czasu latano na misje bombowe i fotograficzne. Lotnisko było także od 15 lutego bombardowane przez Niemców, bez większych szkód. W lipcu 1915 roku, z uwagi na postępy wojsk niemieckich, eskadra została ewakuowana do Lidy, a następnie stacjonowała na innych lotniskach.
W listopadzie tego roku eskadra rozrosła się do 3 oddziałów lotniczych liczących 20 samolotów. Ostatecznie eskadra miała 5 oddziałów lotniczych, chociaż planowano sformowanie jeszcze 3 kolejnych. Zamierzano także w jej skład włączyć oddziały samolotów myśliwskich, ale wszystkie te pomysły nie zostały zrealizowane. Od pocz. 1916 r. na wyposażenie eskadry weszły samoloty Ilja Muromiec typu G, a następnie typu G-2, które były coraz lepiej uzbrojone w karabiny maszynowe. Ostatni typ G-2bis był wyposażony już w 5 karabinów maszynowych. Uwidoczniło się to w walce powietrznej jednego z rosyjskich bombowców z 3 niemieckimi myśliwcami w kwietniu 1917 r., kiedy 2 Niemców zostało zestrzelonych. Po rewolucji lutowej rozpoczął się stopniowy rozkład Eskadra Statków Powietrznych, czego pierwszym skutkiem było zwolnienie dotychczasowego dowódcy gen. ljt. M. W. Szydłowskiego. Następnym krokiem było podporządkowanie jej Zarządowi Floty Powietrznej. Wreszcie postanowiono rozformować eskadrę, przenosząc samoloty do różnych oddziałów lotniczych, do czego jednak nie doszło. Wiosną 1917 r. skończyły się dostawy nowych bombowców. Bolszewicy uznali samolot Ilja Muromiec za symbol „imperialnych i szowinistycznych ambicji przeklętego caryzmu”, w wyniku czego zaczęło dochodzić do prób sabotażu. Jedna z nich doprowadziła nawet do katastrofy jednego z samolotów 20 kwietnia tego roku. Nowe dowództwo armii rosyjskiej rozpoczęło rozmowy z Włochami, a następnie Brytyjczykami w sprawie zakupu nowych ciężkich bombowców. Pomimo tego oddział nadal działał jako związek bojowy, chociaż z coraz mniejszą liczbą bombowców. 18 czerwca Ilja Muromiec kpt. Szarowa podczas walki z 8 nieprzyjacielskimi myśliwcami zestrzelił 5 z nich. Ostatecznie w poł. września zakończono loty bojowe.
W czasie działań wojennych bombowce Ilja Muromiec przeprowadziły ogółem ok. 400 misji bojowych, podczas których zrzuciły 65 ton bomb i zestrzeliły 12 nieprzyjacielskich samolotów. Ceną była strata 1 bombowca por. D. D. Maksziejewa (zaatakowanego jednocześnie przez 20 myśliwców podczas nalotu bombowego na sztab niemieckiej 89 Armii we wsi Antonowo 12 września 1916 r.) w walce powietrznej i 2 zestrzelonych przez artylerię przeciwlotniczą. Wprawdzie w listopadzie na bazie eskadry miała powstać Wojskowa Flota Lotnicza Rezerwy Głównodowodzącego, ale były to już całkowicie nierealne pomysły. Po rozpadzie oddziału część bombowców trafiła w ręce wojsk ukraińskich hetmana Pawło Skoropadskiego. Większość oficerów eskadry znalazła się w szeregach wojsk Białych, niektórzy przeszli do bolszewików.